# Premio Basilio Cascella
Il Premio nazionale di arte contemporanea Basilio Cascella è un concorso artistico istituito nel 1955 ad Ortona (provincia di Chieti). È intitolato al pittore pescarese Basilio Cascella.

## Presentazione
Nato nel 1955 per volere di Michele e Tommaso Cascella insieme a Tommaso Rosario Grilli come estemporanea locale di pittura curata prima dalla Pro Loco di Ortona (CH) fino al 1963, in seguito dall'Azienda autonoma di soggiorno e turismo e dal 1998 dal comune di Ortona. Il premio è stato rinnovato nel 2007 da Pasquale Grilli, nipote di Tommaso Rosario e l'allora Presidente dell'Istituzione Palazzo Farnese, integrando al suo interno anche la fotografia e omaggiando il fotografo Matteo Basilè, ultimo discendente della dinastia Cascella. Nel 2011 il premio diviene un concorso nazionale di arte contemporanea e rassegna d'arte, proponendo mostre collettive e personali di arti visive su tutto il territorio nazionale. Dal 2017 è presente anche la sezione International, divisa in Expert e Crowd, che intende premiare due fotografi non italiani.
Nell'ottobre 2015 viene istituito dal comune di Ortona il Premio Internazionale d'Arte 'Cascella' dedicato a Michele e Tommaso Cascella, evento parallelo che intende ripristinare l'estemporanea di pittura.
Nel maggio 2016 viene creata la Menzione Speciale 'Codice CITRA', riconoscimento che si affianca al Premio Basilio Cascella; nel 2018 diviene Menzione Speciale 'B. Cascella'.

## Edizioni
- I edizione 1955: vincitori Mariano Benedetti e Carlo Marcantonio
- II edizione 1956: vincitore Fulvio Viola
- III edizione 1957: vincitore: Mariano Benedetti
- IV edizione 1958: vincitore Giuseppe D'Addazio
- V edizione 1959: vincitore Gigino Falconi
- VI edizione 1960: vincitore Gaetano Pallozzi
- VII edizione 1961: vincitore Olindo Pelino
- VIII edizione 1962: vincitore Antonio Di Fabrizio
- IX edizione 1963: vincitore Rocco Sanbenedetto
- X edizione 1964: vincitore Enrico Macario
- XI edizione 1965: vincitore Gaetano Memmo
- XII edizione 1966: vincitore Bruno Cascella
- XIII edizione 1967: vincitore Alessandro Sonsini
- XIV edizione 1968: vincitori Gaetano Memmo e Duilio Rossoni
- XV edizione 1969: vincitore Rocco Recchia
- XVI edizione 1970: vincitore Amerigo Costantini
- XVII edizione 1971: vincitore Alteo Tarantelli
- XVIII edizione 1972: vincitore Goffredo Civitarese
- XIX edizione 1973: vincitore Guerrino Bardeggia
- XX edizione 1974: vincitore Leonardo Faustino
- XXI edizione 1975: vincitore Antonio Spinogatti
- XXII edizione 1976: vincitore Guido Giancaterino
- XXIII edizione 1977: vincitore Antonio Spinogatti
- XXIV edizione 1978: vincitore Alvaro Suprani
- XXV edizione 1979: vincitore Eugenio Ciminieri
- XXVI edizione 1980: vincitore Antonio Tamburro
- XXVII edizione 1981: vincitori Franco Di Leonardo e Anna Tosi
- XXVIII edizione 1982: vincitore Goffredo Civitarese
- XXIX edizione 1983: vincitori Glauco Del Ponte e Saverio Di Tullio
- XXX edizione 1984: vincitore Sergio Ugolini
- XXXI edizione 1985: vincitore Fernanda Battista
- XXXII edizione 1986: vincitori Gabriele Adamoli e Luciano Filippi
- XXXIII edizione 1987: vincitori Walter Borgognoni e Enzo Lamperini
- XXXIV edizione 1988: vincitore Mario Buongrazio
- XXXV edizione 1989: vincitore Benito D'Alessandro
- XXXVI edizione 1990: vincitore Sergio Ugolini
- XXXVII edizione 1991: vincitore Franco Di Leonardo
- XXXVIII edizione 1992: vincitori Eugenio Ciminieri e Loredana Iannucci
- XXXIX edizione 1993: vincitore Antonio Civitarese
- XL edizione 1994: vincitore Luciano Filippi
- XLI edizione 1995: vincitore Walter Borgognoni
- XLII edizione 1996: vincitore Andrea Olivieri
- XLIII edizione 1997: vincitore Mario Smeraglia
- XLIV edizione 1998: vincitore Marco De Marinis
- XLV edizione 1999: vincitore Giustino Novelli
- XLVI edizione 2000: vincitore Giustino Novelli
- XLVII edizione 2001: vincitore Francesco Costanzo
- XLVIII edizione 2002: vincitore Franco di Bartolomeo
- XLIX edizione 2003: vincitore Fernando Battista
- L edizione 2004: vincitore Gianni Mastrantoni
- LI edizione 2005: vincitore Saverio Di Tullio
- LII edizione 2006: vincitore Stefano Schiazza

- LIII edizione 2007: tema Imago Imaginis, curatore Antonio Zimarino; collettiva di artisti abruzzesi: Barbara Agreste, Lino Alviani, Emanuela Barbi, Domenico Boffa, Cristiana Califano, Lucilla Candeloro, Mandra Cerrone, Goffredo Civitarese, Angelo Colangelo, Lea Contestabile, Mario Costantini, Francesca De Rubeis, Stefania Di Bussolo, Claudio Di Carlo, Luca Di Gregorio, Francesco Di Santo, Cecilia Falasca, Matteo Fato, Franco Fiorillo, Alessandro Gabini, Rocco Gentile, Daniele Giuliani, Piotr Hanzelewicz, Alessandro Jasci, Gabriele Lacchè, Antonio Matarazzo, Marino Melarangelo, Sandro Melarangelo, Albano Paolinelli, Antonio Patrino, ParidePetrei, CarloPilone, Alessandro Rietti, Elisabetta Rubeis, Giacomo Sabatini, Rocco Sambenedetto, Anna Seccia, Stefania Silvidii, Mariantonietta Sulcanese, Carlo Volpicella
- LIV edizione 2008/2009: tema Confronti orizzontali, le vie possibili per connettere i popoli, curatore Artisti Pro Abruzzo Arte; collettiva di artisti croati
- LV edizione 2011: tema La ricerca dell'Unità, a cura del Collettivo TM15.

Vincitori e vincitrici: Luca Zarattini (premio della critica per la pittura), Delfina De Pietro (premio popolare per la pittura), Tea Falco (premio della critica per la fotografia), Silvia Compagnoni (premio popolare per la fotografia). Menzione speciale per la Fotografia: Lorenzo Fontanesi.
- LVI edizione 2012: tema Miseria e nobiltà, curatori Associazione HEART - compagnia multiartistica; ospiti speciali Tea Falco, Mr Wany e Andrea Amaducci.

Vincitori: Giorgio Distefano (premio della critica per la pittura), Lamberto Melina (premio popolare per la pittura), Lorenzo Fontanesi (premio della critica per la fotografia), Alessandro Falco (premio popolare per la fotografia). Menzione speciale per la Fotografia: Alessandro Falco.
- LVII edizione 2013: tema ₤'i®a, a cura di Associazione HEART - compagnia multiartistica; ospiti speciali Marianna Santoni e Matteo Basilé.

Vincitori e vincitrici: Alessandra Carloni (premio della critica per la pittura), Vittorio Manciagli (premio popolare per la pittura), Giulia Magagnini (premio della critica per la fotografia), Simone Sapienza (premio popolare per la fotografia).
- LVIII Edizione 2014: tema Concordia, a cura di P. Grilli. Per la prima volta dalla sua nascita la mostra ospita il discendente di Basilio Cascella: il fotografo Matteo Basilè. Altri ospiti speciali: Marianna Santoni e Tea Falco.

Vincitori e vincitrici: Michele Pierpaoli (premio della critica per la pittura), Giuseppe Barilaro (premio popolare per la pittura), SR Studiolab - Mirko Rinaldi e Fabrizio Strada (premio della critica per la fotografia), Chiara Teodoro (premio popolare per la fotografia). Menzione speciale per la Pittura: Clelia Catalano. Menzione speciale per la Fotografia: Albert Zuckerman.
- LIX Edizione 2015: tema la Cura, a cura di Associazione Atlantide.

Vincitori e vincitrici: Maurizio Rapiti (premio della critica per la pittura), Boris Squarcio (premio popolare per la pittura), Carlo Ferrara (premio della critica per la fotografia), Elisa Crostella (premio popolare per la fotografia).
- LX Edizione 2016: tema Obslolescenza Programmata, a cura di Associazione Atlantide.

Vincitori e vincitrici: Francesco Sgarlata (premio della critica per la pittura), Cristiana Rinaldi (premio popolare per la pittura), Claudio Dell'Osa (premio della critica per la fotografia), Iolanda Di Bonaventura/Giulia Rizzello/Tiziano Sardelli (premio popolare per la fotografia). Menzione speciale per la Pittura: Agostino Bergo e Cristiana Rinaldi. Menzione speciale per la Fotografia: Claudio Dell'Osa. Menzione speeciale 'Codice CITRA': Francesco Sgarlata (per la pittura) e Stefano Bucciero (per la fotografia).
- LXI Edizione 2017: tema la Menzogna, a cura di Associazione Atlantide.

Vincitori e vincitrici: Polo D (premio Expert della critica per la fotografia - sez. International), José María Ocaña Rizo (premio Crowd per la fotografia - sez. International).
Francesca Candito (premio della critica per la pittura), Sara Vacchi (premio popolare per la pittura), Davide Di Fonzo (premio della critica per la fotografia), Veronica Liuzzi (premio popolare per la fotografia). Menzione speciale per la Pittura: Erika Riehle. Menzione speciale per la Fotografia: Davide Di Fonzo e Michele Dolci. Menzione speeciale 'Codice CITRA': Francesco Palluzzi (per la pittura) e Michele Dolci (per la fotografia).
- LXII Edizione 2018: tema la Ribellione, a cura di Associazione Atlantide.

Vincitori e vincitrici: Adelyn Rose (premio Expert della critica per la fotografia - sez. International), Jens Martens (premio Crowd per la fotografia - sez. International).
Agostino Bergo (premio della critica per la pittura), Francesco Savatta (premio popolare per la pittura), Michele Dolci (premio della critica per la fotografia), Valentina Bollea (premio popolare per la fotografia). Menzione speciale per la Pittura: Simone Anticaglia. Menzione speciale per la Fotografia: Elide Cataldo.
- LXIII Edizione 2019: tema Avidità, a cura di Associazione Atlantide.

Vincitori e vincitrici: Simone Anticaglia (premio della critica per la pittura), Ileana Colazzilli (premio popolare per la pittura), Marcello Vigoni (premio della critica per la fotografia), Francesco Di Giovanni (premio popolare per la fotografia). Menzione speciale per la Pittura: Simone Anticaglia e Ileana Colazzilli. Menzione speciale per la Fotografia: Marcello Vigoni. Menzione speciale per il contributo artistico: Symbolon e Alessandro Passerini.
- LXIV Edizione 2020: tema Green Economy, a cura di Associazione Atlantide.

Vincitrici: Carlotta Morucchio (premio della critica per la pittura), Tonia Erbino (premio popolare per la pittura); pari merito Isabella Quaranta e MC2.8, composto da Maria Chiara Maffi e Chiara Giancamilli (premio della critica per la fotografia), Noemi Comi (premio popolare per la fotografia). Menzione speciale per la Pittura: Tonia Erbino. Menzione speciale per la Fotografia: Noemi Comi. 
- LXV Edizione 2021: tema a Riveder le Stelle, a cura di Associazione Atlantide.

Vincitori e vincitrici: Giovanna Bartoli (premio della critica e popolare per la pittura), Nicola Marongiu (premio della critica per la fotografia), Franco Ferro (premio popolare per la fotografia). Menzione speciale per la Pittura: Giovanna Bartoli e Luisa Valenzano. Menzione speciale per la Fotografia: Franco Ferro. 
- LXVI Edizione 2022: tema Infodemia, a cura di Associazione Atlantide.

Vincitrici: Luisa Valenzano (premio della critica e popolare per la pittura), Annalisa Lenzi (premio della critica per la fotografia), Simona Nobili (premio popolare per la fotografia). Menzione speciale per la Pittura: Luisa Valenzano e Leonardo Baserni. 
- LXVII Edizione 2023: tema Intelligenze Artificiali, a cura di Associazione Atlantide. Edizione dedicata a Pino Ferrucci, Antonio Finiello e Terry May.

Vincitori e vincitrici: Leonardo Baserni (premio della critica per la pittura), Camelia Rostom (premio popolare per la pittura), Sebastiano Bianco (premio della critica e popolare per la fotografia). Menzione speciale per la Pittura: Leonardo Baserni e Francesco Campese. Menzione speciale per la Fotografia: Sebastiano Bianco e Mauro Pinotti.  
- .LXVIII Edizione 2024: tema Frammenti di Coscienza, a cura di Associazione Atlantide. Edizione dedicata a Philippe Daverio.

Vincitori e vincitrici: Teresa Luzii (premio della critica per la pittura), Alessandro Botti (premio popolare per la pittura), Mauro Pinotti (premio della critica per la fotografia), Carola Eirale (premio popolare per la fotografia). Menzione speciale per la Pittura: Alessandro Botti. Menzione speciale per la Fotografia: Daisy Peluso e Mauro Pinotti.
- .LXIX Edizione 2025: tema Futuro Imperfetto, a cura di Associazione Atlantide.